# Чипчак
Чипчак (кит. упр. 奇普恰普河) — река на спорном участке индо-китайской границы

## География
Река начинается на южных склонах горы Каракорума, и течёт на запад по урочищу Чанцуньмо по территории, которая в настоящее время контролируется Китаем. Затем на территории, контролируемой Индией, она поворачивает на юго-запад по равнине Депсанг и впадает в реку Шайок.